# Arlequín (Picasso 1917)
Arlequín es una pintura al óleo sobre lienzo realizada por Pablo Picasso en 1917 en Barcelona y que actualmente forma parte de la colección permanente del Museo Picasso de Barcelona. El artista la cedió a la ciudad de Barcelona el año 1919.

## Historia

### Contexto
Hacia 1917 se inicia en la obra picassiana un periodo de grandes contrastes en su producción artística -fruto también de un cambio profundo en su vida-, que a menudo desconcierta a sus contemporáneos porque las obras denominadas clásicas o neoclásicas discurren paralelas a creaciones de raíz todavía cubista.
Este contraste es muy evidente en el telón y en el vestuario del ballet Parade -con argumento de Jean Cocteau y música de Erik Satie-, que Picasso comienza a elaborar ese año en Roma para los Ballets Rusos de Serge Diaghilev.
Enamorado de la bailarina Olga Khokhlova, Picasso sigue a la compañía durante la gira que concluye en el estreno del ballet Parade en el Gran Teatro del Liceo. Establecido en Barcelona entre junio y noviembre, vuelve a integrarse en el medio artístico local en un contexto dominado por el noucentismo, que promovía los valores clásicos en las artes y la literatura proponiendo su renovación.
Aunque este nuevo estilo parece chocar con el cubismo que lo había precedido, Apollinaire recuerda la decoración de Parade que lo mismo el telón de corte clásico como el vestuario cubista coinciden en la pretensión de traducir la realidad. La colaboración de Picasso con el mundo del ballet se prolongaría hasta el 1924.

### Estudios preliminares
Se conocen tres estudios preliminares: un dibujo de cuerpo entero, un boceto de la cabeza que fue dado por Picasso al Museo Picasso de Barcelona en 1970 y un dibujo de tres cuartos, con las palabras «¡Visca Catalunya y mis amigos!», que encabezaba el libro de oro de la sala barcelonesa Galeries Laietanes y que Picasso dibujó con motivo del banquete en su honor, que se celebró en sus cavas.

### Recepción
El crítico de arte y pintor Feliu Elias observaba en 1918 -comentando el Arlequín pintado por Picasso en Barcelona el año anterior- que era evidente cómo las especulaciones anteriores (cubistas) habían proporcionado a Picasso un afinamiento precioso en la visión objetiva, que por la simplicidad compositiva, la depuración formal, el énfasis en la volumetría y la monumentalidad anticipaba las pinturas clásicas de los primeros años 20. En 1918 Arlequín ocupó la portada de la revista mensual de arte Vell i Nou (núm. 72).
En 1919, después de presentar la obra en la exposición que se celebró en el Palacio de Bellas Artes de la capital catalana, Picasso donó esta obra a los museos de arte de Barcelona, siendo la primera obra picassiana ingresada en los museos de la ciudad.

## Descripción

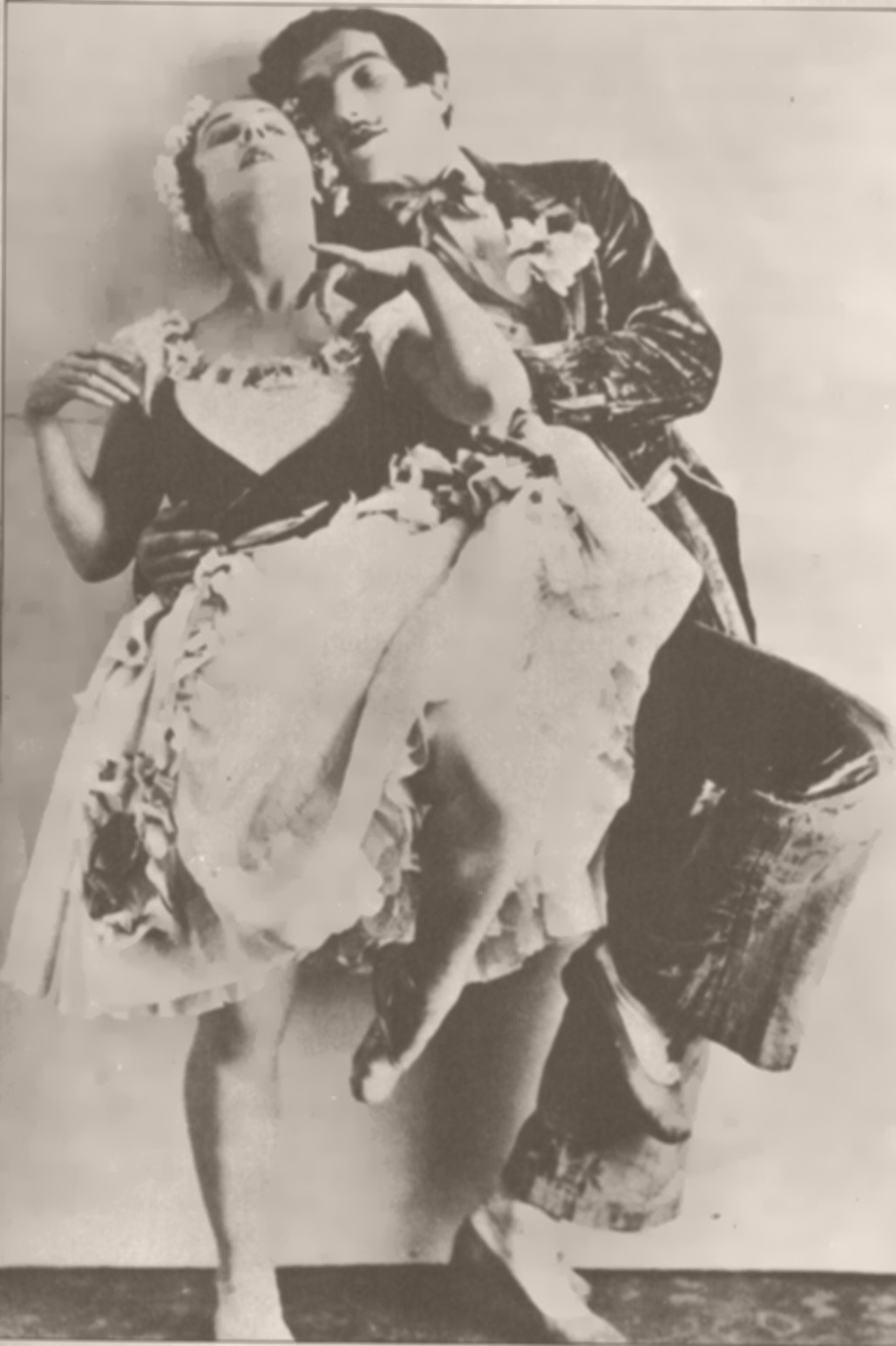
Léonide Massine (en la foto bailando con Lydia Lopokova) hizo de modelo para la obra Arlequín de Picasso.

Picasso pinta este óleo en el transcurso de su estancia en Barcelona, entre junio y noviembre de 1917, con motivo de la presentación en el Teatro del Liceo del ballet Parade con la compañía de los Ballets Rusos de Serge Diaghilev.
El personaje del arlequín, una figura ampliamente representada en la obra picassiana, está situado en un escenario donde hay una barandilla parcialmente cubierta por un gran cortinaje rojo intenso que contrasta con los ocres de la encarnación y los azules, verdes , amarillos, griss y rosados de la indumentaria típica romboidal del personaje. El color pardo de la carne y las manos grandes y carnosas muestran el interés del artista por el volumen de las formas.
El modelo para Arlequín fue Léonide Massine (nombre artístico de Leonid Feodorovic Miassin, Moscú, 1896 - Distrito de Borken, Alemania, 1979), entonces primer bailarín de la compañía de Diaghilev.

## Iconografía
La iconografía del arlequín es clave y recurrente a lo largo de la obra de Picasso desde de 1901 y sobre todo a partir de 1905. Es el auténtico protagonista de la llamada época rosa.
El arlequín, como ocurre en los años 1555 con el minotauro, se convierte en el «alter ego» del artista. El arlequín es testigo de la comedia humana; el iniciado que busca transgredir y trascender las limitaciones del hombre terrenal. En 1915, Picasso realiza una serie de investigaciones para ser payaso en la representación del arlequín que tienen el colofón en la pintura Arlequín, propiedad del MoMA de Nueva York, que culmina, según palabras del artista, su interpretación de este personaje.